# Langues celtiques
Les langues celtiques sont une branche de la famille des langues indo-européennes. Elles regroupent :
- les langues celtiques continentales, parlées par les peuples celtes de l'âge du fer jusqu'à l'Antiquité tardive en Europe continentale ;
- les langues celtiques insulaires, parlées jusqu'à nos jours dans les îles Britanniques et en Bretagne. Elles se divisent elles-mêmes en deux sous-groupes nettement distincts :
  - les langues gaéliques, qui comprennent aujourd'hui l'irlandais, le gaélique écossais et le mannois ;
  - les langues brittoniques, qui comprennent aujourd'hui le gallois, le cornique et le breton.

Après la reconnaissance en juillet 2002 du cornique comme langue minoritaire par les autorités du Royaume-Uni, la langue bretonne, parlée en France par 225 000 locuteurs, reste la seule langue celtique moderne à ne pas avoir de statut officiel dans sa zone culturelle.

## Caractéristiques générales
Les langues celtiques se caractérisent par un ensemble de mutations spécifiques à partir de l'indo-européen commun.
L'un des traits les plus caractéristiques est l’amuïssement du p à l'initiale et entre voyelles. Ainsi, l'indo-européen *ph₂tḗr « père » (> latin pater, anglais father) devient *ɸatīr en celtique commun, d'où vieil irlandais athair, athir > irlandais athair, gaulois *atir (nominatif), ater (vocatif) ou encore  *pŗto- / *pértus  « le gué » (> latin portus, anglais ford) devenant *ɸritus en celtique commun, d'où *rrɨd en brittonique (vieux breton rit; vieux cornique rid; vieux gallois rit > gallois rhyd), *rito- en gaulois comme dans l'ancien nom de Limoges, dont la dénomination gallo-romaine est Augustoritum « le gué d'Auguste » ou encore Chambord de *camborito-, le gué sur la courbe du fleuve. Le b n'existant pas à date ancienne, le gʷ i.e. passe généralement à b comme dans le nom du bœuf, irlandais bó, breton buoc'h.
Les langues celtiques dans leur ensemble sont affectées par la modification phonétique qui porte le nom de lénition (affaiblissement des consonnes qui se trouvent entre deux voyelles). Ainsi, le mot irlandais beatha « vie » se prononce /ˈbʲahə/.

## Celtique continental

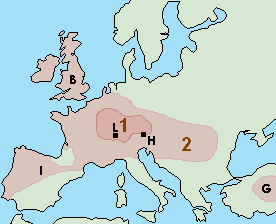
Carte de l'expansion celte à l'âge du fer : 1. Civilisation de Hallstatt et 2. Civilisation de La Tène

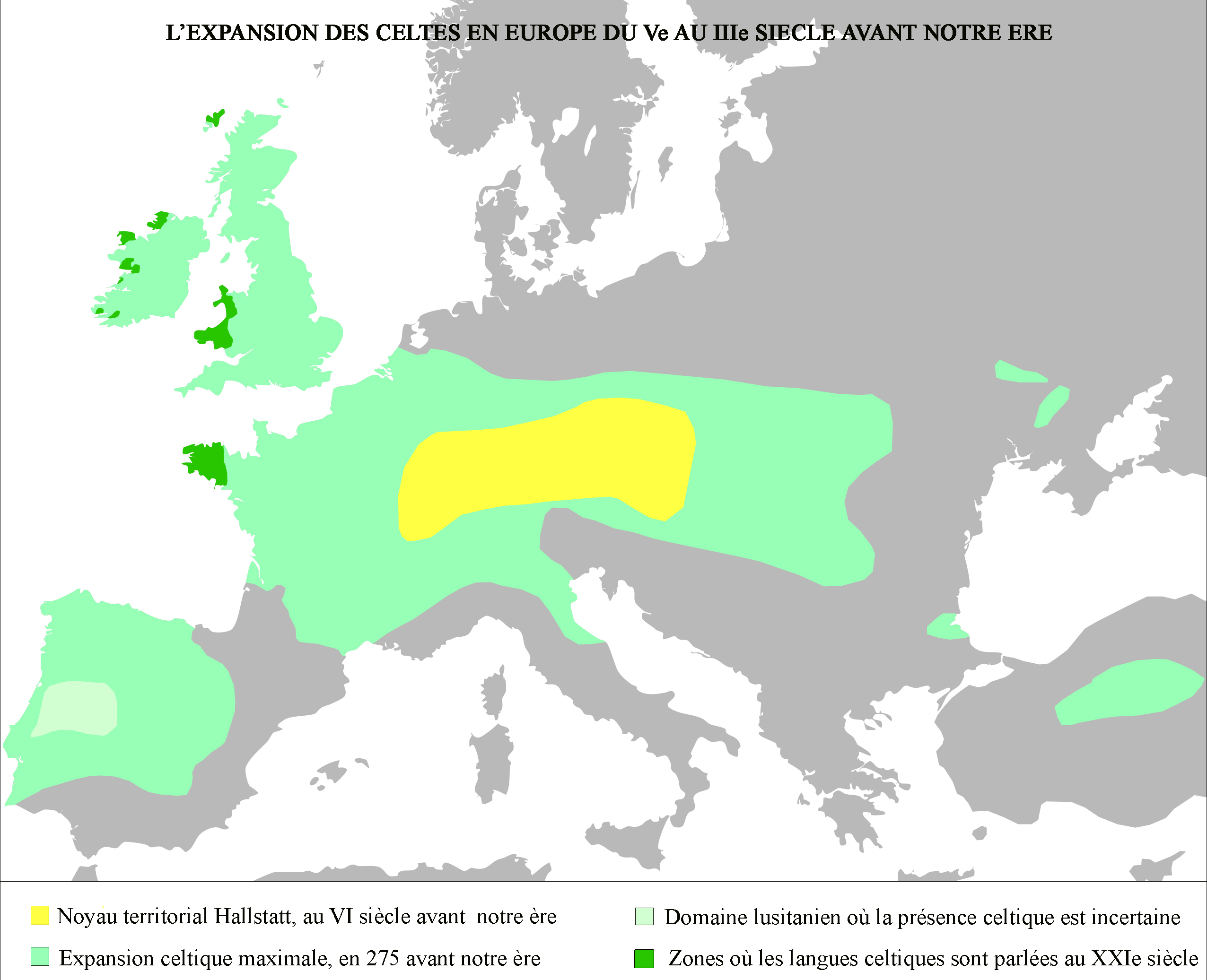
Carte de l'expansion celte et des zones où les langues celtiques sont parlées au XXIe siècle.

Les langues de ce groupe étaient parlées sur le continent européen. Toutes sont maintenant éteintes. Le groupe comprenait :
- le gaulois, langue bien attestée, autrefois parlé en Gaule et en Italie du Nord ;
- le lépontique, langue bien attestée, parlé en Italie du Nord ;
- le celtibère, langue bien attestée, autrefois parlé entre autres dans l'actuelle Aragon et en Castille-Léon avec une extension possible au nord ouest de la péninsule Ibérique, aucune langue celtique dont le gallaïque n'étant attesté dans ces régions, certains linguistes y incluent aussi le lusitain (attesté au Portugal et en Galice), bien que les travaux les plus récents l'excluent du groupe celtique ;
- le galate, langue non attestée, autrefois parlé en Galatie (une région de la Turquie actuelle) (Jérôme de Stridon écrit: « Les Galates parlent la même langue que les Trévires ») ;
- le norique, non attesté, la langue supposée du Norique (province romaine, à peu près l'Autriche d'aujourd'hui) et de la Slovénie ; bien que les preuves soient pratiquement inexistantes.

## Celtique insulaire
Les langues de ce groupe proviennent toutes de Grande-Bretagne et d'Irlande. On y distingue deux sous-groupes :

### Groupe gaélique (ou goïdélique)
- Le gaélique écossais, l'une des langues nationales de l'Écosse ;
- Le gaélique irlandais, première langue nationale d'Irlande et seule langue celte officielle de l'Union européenne ;
- le mannois, l'une des langues nationales de l'île de Man.

Ces trois langues dérivent du vieil irlandais, un idiome littéraire important, parlé entre le VIIIe siècle et le Xe siècle).

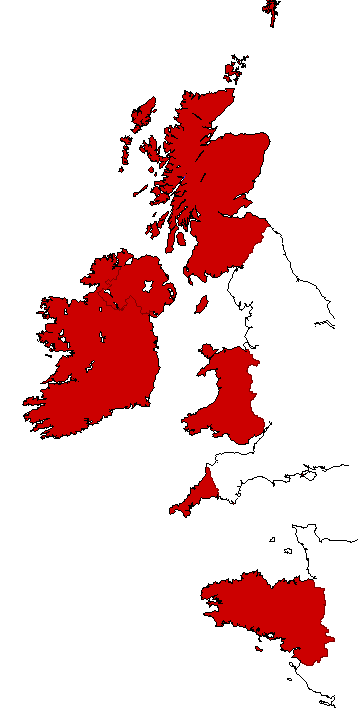
Les pays celtiques modernes : nations ou territoires historiques possédant une langue celtique vivante : Bretagne, Cornouailles, Écosse, Galles, Irlande, Man.

On mentionne parfois le shelta (la langue des nomades irlandais) (Irish Travellers) comme une langue celtique, mais ce rattachement est impropre : en effet, s'il est exact que le vocabulaire de cette langue présente un fort fond issu de l'irlandais, la grammaire de cette langue est basée sur l'anglais ; ceci en fait plutôt une langue germanique à fort apport lexical gaélique.

### Groupe brittonique
Les langues brittoniques (terme créé au XIXe siècle) dérivent de la langue bretonne antique parlée dans l'île de Bretagne par les Bretons, dès avant la conquête romaine jusqu'à l'invasion saxonne, et de son éclatement en plusieurs dialectes, puis langues, un peu sur le modèle du latin et des langues romanes.
Les langues brittoniques sont généralement réduites à trois : 
- le gallois, langue nationale du Pays de Galles ; au début du Moyen Âge on parlait aussi des formes de vieux gallois ailleurs dans les îles britanniques. Le gallois est également parlé dans certaines communautés en Argentine.
- le cornique, parlé comme langue communautaire en Cornouailles jusqu'à la fin du XVIIIe siècle (cette langue était considérée comme éteinte, mais elle connaît de nos jours un renouveau) ;
- le breton, langue traditionnellement pratiquée en partie occidentale de la Bretagne. Proche cousin du cornique, il est classé comme langue celtique insulaire. Bien qu'une influence historique du gaulois sur le breton soit possible, on ne saurait vraiment le prouver.

Il ne faut cependant pas oublier :
- le cambrien dans le Gododdin, le Rheged, l'Elmet et le Strathclyde, royaumes de l'Écosse du sud-ouest et de l'Angleterre du nord-ouest, jusqu’au Moyen Âge. La littérature d'Aneurin et Taliesin, poètes de ces contrées, est souvent assimilée à de la littérature galloise, puisque le gallois n'est à l'origine que le nom donné à la langue brittonique de Galles ;

D'autres cas sont mentionnés par les spécialistes :
- d'après une hypothèse de T. F. O'Rahilly, l'ivernique dans le Leinster en Irlande, parlé dans l’Antiquité ;
- le gaulois, parfois classé aujourd'hui au sein d'un supra-groupe gallo-brittonique (Léon Fleuriot, Pierre-Yves Lambert) ;
- le picte, si tant est qu'il n'existait qu'une seule langue picte, est considéré également par certains chercheurs (d'autres y voient une langue pré-celtique non indo-européenne) comme une langue brittonique, mais la question est encore très controversée[réf. nécessaire]. Les Gallois nomment d'ailleurs le picte Brithwr.

## Taxinomie des langues celtiques
Le schéma présenté ci-dessus ne représente qu'une possibilité taxinomique. La division des langues celtiques modernes en deux catégories, gaélique et brittonique, est certaine. Mais un nombre de celticistes défend une hypothèse selon laquelle le brittonique et le gaulois constitueraient un groupe à part (les langues celtiques-P), laissant le celtibère et le gaélique dans un groupe celtique-Q. Même si la lettre Q n'existe pas dans le système orthographique de l'irlandais ou du gaélique écossais, cette notation est une convention pour indiquer la manière dont ces langues reflètent la consonne labio-vélaire *kʷ de l'indo-européen : en celtique-P, ce phonème a évolué en /p/, tandis qu'en celtique-Q il est resté labio-vélaire /kʷ/, ou s'est transformé en vélaire /k/. On illustre cette différence par les mots pour « tête » : l'étymon proto-celte *kʷennom “tête” est devenu penn en breton, mais cenn en vieil irlandais (où ‹ c › note /k/).
Si elles se différencient notamment par l'évolution du kʷ, les langues gaéliques et brittoniques ont des points communs : les prépositions fléchies, les mutations consonantiques ou encore l'ordre syntaxique VSO (voir plus bas). 
Un substrat afro-asiatique (sémitique, berbère) a été proposé par John Morris-Jones pour expliquer l'évolution particulière du brittonique; cette hypothèse a ensuite été reprise par d'autres linguistes (Julius Pokorny, Heinrich Wagner, Orin Gensler, Ariel Shisha-Halevy et Theo Vennemann).
On classe généralement les langues celtiques avec les langues italiques dans une famille dite italo-celtique, du fait de nombreuses similarités (utilisation de désinences pronominales au sein des flexions nominales thématiques, par exemple). Même si elle est encore largement acceptée par les linguistes, cette hypothèse est contestée par certains auteurs, qui voient dans ces similarités des coïncidences ou effets d'interférence linguistique.

## Particularités des langues celtiques modernes
Bien qu'il existe une diversité considérable au sein des langues celtiques, on note plusieurs traits communs dont l'association est très caractéristique des langues celtiques insulaires :
- des mutations consonantiques (par lénition, éclipse, nasalisation, provection, etc.) des consonnes initiales, notamment après divers mots-outils ;
- de nombreuses alternances vocaliques héritées de métaphonies et d'apophonies historiques
- des prépositions « conjuguées », c'est-à-dire prenant des formes distinctes selon la personne ;
- deux genres grammaticaux, masculin et féminin (le brittonique ancien et le vieil-irlandais avaient aussi un neutre), dont la distinction est largement assurée par les mutations consonantiques
- l'intervention de particules verbales dans l'articulation de la phrase
- le rôle important joué par un nom verbal exprimant son objet par des pronoms possessifs, impliqué dans la formation de nombreux temps périphrastiques
- l'existence d'une forme impersonnelle spécifique dans la conjugaison
- un ordre des mots fondamental dans la phrase typiquement verbe-sujet-objet (VSO), surtout dans les langues gaéliques et dans les formes anciennes des langues brittoniques
- l'ordre déterminant-déterminé dans le groupe nominal
- la formation du complément du nom par apposition ;
- l'usage d'un article défini sans qu'existe article indéfini en regard (sauf en breton, où l'article indéfini s'emploie essentiellement au singulier) ;
- l'absence d'un verbe équivalent à « avoir » : la possession est plutôt exprimée par des périphrases figées avec le verbe « être » associé à des prépositions et des pronoms ;
- une numération en partie vicésimale (à base 20).

Par exemple, en irlandais :
- Ná bac le mac an bhacaigh is ní bhacfaidh mac an bhacaigh leat[6].
- Mot à mot : ne dérange avec fils le mendiant et ne dérangera fils le mendiant avec-toi.
- Traduction : « Ne dérange pas le fils du mendiant et le fils du mendiant ne s’en prendra pas à toi. »

Notes : 
- bhacaigh /waki[g]/ (génitif de bacach) est le résultat de la lénition de bacaigh ;
- leat est la deuxième personne au singulier de la préposition le ;
- remarquer l'ordre VSO de la deuxième partie de la phrase, avec les particules négatives ná et ní.

« quatre-vingt-dix-neuf » :
- Pedwar ar bymtheg ar bedwar hugain (gallois), mot à mot : quatre sur quinze sur quatre-vingts.
- Naontek ha pevar-ugent (breton), mot à mot : dix-neuf et quatre-vingts.
- Naoidéag ar cheithre fichid (irlandais), mot à mot : dix-neuf sur quatre-vingts

Notes : 
- remarquer le système vicésimal ;
- bymtheg est la forme lénifiée de pymtheg, ainsi que bedwar pour pedwar.

## Mots d'origine celtique en français, celtologie et reconstructionnisme linguistique
Jean Markale, homme de lettres, sans publication scientifique, écrit qu'environ 1 200 mots celtiques sont connus, dont 200 se sont transmis au français. Sont cités en tant qu'exemples : bief, if, bille, soc, ruche, claie, barque, chemin, lieue, lande, grève, roche, char, bec, jarret, briser, changer, border, petit et dru. Pierre-Yves Lambert donne à la fin de son ouvrage de référence une liste de termes d'origine gauloise bien documentés, dont la présentation est plus scientifique. Xavier Delamarre présente des listes de mots gaulois qui ont une postérité dans la langue française. Pierre Gastal présente dans son 2e ouvrage, p. 251-257, deux listes de près de 800 mots français d'origine gauloise, une liste alphabétique et une liste classée par racines. Jean-Paul Savignac présente lui aussi des mots gaulois dans un dictionnaire de langue gauloise issu des toponymies et textes anciens. Jacques Lacroix, les recherches dans l'onomastique (composition des noms) et la toponymie. Joseph Monard propose un Dictionnaire de Celtique Ancien, croisant les différentes recherches érudites avec les langues celtiques contemporaines, pour reconstituer un vocabulaire épais.

### Personnalités
Les linguistes spécialistes des langues celtiques sont appelés celtistes ou celtisants. Parmi les plus notables :
- Adolphe Pictet
- Johann Kaspar Zeuss (1806-1856)
- Franz Bopp
- Whitley Stokes
- Henri Gaidoz
- Henri d'Arbois de Jubainville (1827-1910)
- Joseph Loth (1847-1934)
- Georges Dottin (1863-1928)
- Pierre Le Roux
- Émile Ernault
- Joseph Vendryes (1875-1960)
- Marie-Louise Sjoestedt
- Léon Fleuriot (1923-1987)
- Christian-Joseph Guyonvarc'h (1926-2012)
- Françoise Le Roux ( 1927-2004)
- Kenneth Jackson
- Pierre-Yves Lambert (1949)
- Pierre Gastal (1947)
- Sir John Rhys (1840-1915)
- Ernst Windisch (1844-1918)
- Henry Jenner (1848-1934)
- Rudolf Thurneysen (1857-1940)
- Kuno Meyer (1858-1919)
- John Morris-Jones (1864-1929)
- Osborn Bergin (1873-1950)
- Robert Morton Nance (1873-1959)
- Robin Flower (1881-1946)
- John Fraser (Celtisant) (1882-1945)
- Julius Pokorny (1887-1970)
- Sir Idris Foster (1911-1984)
- Bobi Jones (1929)
- Ellis Evans (1930)
- Breandan O. Madagain (1942)
- Nicholas Williams (1942)
- Peter Berresford Ellis (1943)
- Thomas Charles-Edwards
- Richard Gendall
- Ken George
- R. Geraint Gruffydd
- Ailbhe Mac Shamhráin
- Calvert Watkins
- Hermann Wilhelm Ebel
- Helmut Birkhan
- Raimund Karl
- Holger Pedersen
- E. Gordon Quin
- Herbert Pilch
- Pádraig Ó Riain
- Rudolf Thurneysen (1857-1940)
- Heinrich Zimmer
- Jehan Lagadeuc
- Pierre de Chalons
- Grégoire de Rostrenen
- Dom Louis Le Pelletier (1663-1733)
- Jean-François Le Gonidec
- Amable-Emmanuel Troude
- Charles de Gaulle (Barz Bro C'hall) (1837-1880)
- François Vallée
- Meven Mordiern
- Arzel Even
- Guy Étienne
- Roparz Hemon (1900-1978)
- Youenn Olier
- François Falc'hun (1909-1991)
- Jules Gros
- Francis Favereau (1948)
- Xavier Delamarre (1954)
- Martial Ménard
- Claude Cillart de Kerampoul
- Gaston Esnault
- Théodore Hersart de La Villemarqué
- Alan Heusaff
- Gwennolé Le Menn
- Jean-Claude Lozac'hmeur
- Andreo ar Merser
- Jean Feutren
- Frañsez Kervella
- René-François Le Men
- Pierre-Jean Nédélec
- Jean Tricoire (médecin)

### Universités proposant des cours de langues celtiques

#### Europe
- Université Rennes 2 Haute-Bretagne
- Université de Bretagne occidentale
- Université de Cardiff
- Université du pays de Galles à Aberystwyth
- University of the Highlands and Islands - Sabhal Mór Ostaig
- University College Cork
- Université de Marbourg
- University College Dublin
- Université d'Aberdeen
- Université de Bonn
- Université de Glasgow
- Université d'Oxford
- Université de Moscou
- Université de Vienne
- Université d'Utrecht

#### Amérique du Nord
- Université Harvard
- New College of California (Irish Studies Program)
- Université Saint Mary, Halifax, Nouvelle-Écosse (Irish Studies Program)
- Université Saint-Francis-Xavier, Antigonish, Nouvelle-Écosse
- Université de Californie, Berkeley
- Université d'Ottawa
- Université de Toronto

### Publications périodiques
- Revue Celtique, du Tome I, 1870 au Tome LI, 1934, Éditions Émile Bouillon puis Éditions Honoré Champion, Paris.
- Études Celtiques, Tome I, 1936 - Tome XXXVI, 2008, continue de paraître : Éditions Les Belles Lettres puis Éditions du CNRS, Paris.
- The Bulletin of the Board of Celtic Studies, est. 1921, Cardiff; merged with Studia Celtica in 1993.
- Zeitschrift für celtische Philologie, gegr. 1897, Halle (Saale)/Tübingen .
- Journal of Celtic Linguistics, gegr. 1992, Cardiff .
- Celtica. Journal of the School of Celtic Studies, gegr. 1949 , Dublin.
- The Bulletin of the Board of Celtic Studies, gegr. 1921, Cardiff; 1993 mit Studia Celtica zusammengeführt.
- Studia Celtica, est. 1966, Cardiff.
- Studia Celtica Japonica, est. 1988.
- Ériu. Founded as the Journal of the School of Irish Learning, Dublin .
- Studia Hibernica , Dublin.
- Éigse , Dublin.
- Cornish Studies, est. 1993, Tremough .
- Proceedings of the Harvard Celtic Colloquium, Cambridge, MA .
- Journal of Celtic Linguistics, est. 1992, Cardiff.
- Cambrian Medieval Celtic Studies, est. 1993, Aberystwyth; formerly Cambridge Medieval Celtic Studies.
- Keltische Forschungen, gegr. 2006, Vienne .
- Hor Yezh, 1954, Lannion.
- La Bretagne linguistique, 1985, Centre de recherche bretonne et celtique, Brest.

## Mots communs avec les langues tchoukotko-kamtchatkiennes
Les langues tchoukotko-kamtchatkiennes forment une famille de langues parlées en Sibérie. Jäger (2015) remarque quelques mots communs avec les langues celtiques, qui ne sont pas partagées avec les autres langues indo-européennes, ce qui indiquerait qu'il ne s'agit ni de cognats, ni d'emprunts. Or, selon lui, les langues indo-européennes et tchoukotko-kamtchatkiennes ne formeraient pas un clade, les ressemblances seraient plutôt fortuites.
| français | langue celtique | langue kamtchoukotique | mot celtique | mot kamtchoukotique |
| -------- | --------------- | ---------------------- | ------------ | ------------------- |
| peau     | breton          | koriak                 | korxEn       | x3lx3n              |
| peau     | breton          | alioutor               | kroxEn       | x3lx3n              |
| peau     | mannois         | alioutor               | krax3n       | x3lx3n              |
| peau     | mannois         | tchouktche             | krax3n       | x3Lx3n              |
| peau     | mannois         | koriak                 | krax3n       | x3lx3n              |
| roche    | irlandais       | itelmène septentrional | klox         | kox                 |
| roche    | gallois         | itelmène septentrional | karEg        | kox                 |
| roche    | mannois         | itelmène septentrional | klax         | kox                 |
| roche    | écossais        | itelmène septentrional | klax         | kox                 |
| chemin   | mannois         | tchouktche             | red          | ret                 |
| pou      | écossais        | alioutor               | mi3l         | m3m3ll3             |
| pou      | écossais        | tchouktche             | mi3l         | m3m3l               |
| pou      | écossais        | koriak                 | mi3l         | m3m3l               |
| pou      | écossais        | itelmène méridional    | mi3l         | m3lm3l              |
| pou      | écossais        | itelmène septentrional | mi3l         | m3lm3l              |